# Могутні рейнджери (фільм, 2017)
«Могутні рейнджери» (англ. Power Rangers) — американський супергеройський фільм 2017 року режисера Діна Ізраелайта. Стрічка створена на основі однойменного телесеріалу Хаїма Сабана і Шукі Леві і розповідає про групи школярів, які випадково стають супергероями Могутніми рейнджерами. Лідер колишньої команди рейнджерів, іншопланетянин Зордон, покладає на них завдання зупинити зрадницю Ріту, яка прагне викрасти джерело життя планети Земля. У головних ролях Дакр Монтгомері, Наомі Скотт, АрДжей Сайлер. Прем'єра в Україні відбулася 23 березня 2017 року.

## Сюжет
На доісторичній Землі команда іншопланетних воїнів Могутніх рейнджерів зазнає поразки. Зелений рейнджер на ім'я Ріта зраджує їх, прагнучи заволодіти Зео-кристалом. Останній з рейнджерів, Зордон, програмує джерело сили воїнів — п'ять медалей — знайти в майбутньому тих, хто стане захисниками планети. Він викликає на себе та Ріту падіння астероїда і обоє гинуть.
У наш час в місті Енджел-Ґроув старшокласник Джейсон потрапляє під домашній арешт за невдалий жарт і свариться з батьком. Йому доводиться відвідувати заняття в спецгрупі, разом з іншими порушниками. Познайомившись з Біллі, він замислює пробратися на покинуті золоті копальні. Для цього Біллі підриває завал, що привертає увагу учнів Кімберлі, Тріні й Зака, котрі намагаються зупинити порушників. Всі п'ятеро провалюються в шахту, де знаходять медалі, але лунає тривога і вони поспіхом тікають. Тим часом на дні моря прокидається Ріта і потрапляє в трюм риболовецького судна.
Наступного дня школярі помічають, що набули надзвичайної сили. Біллі завдяки цьому перемагає хулігана і одразу отримує повагу від інших учнів. Але Джейсон ледве не спалює їдальню, тому з Біллі, Заком, Кімберлі та Тріні вирушає назад до копалень з'ясувати що там знаходиться. Школярі знаходять корабель Могутніх рейнджерів, де їх зустірчає робот Альфа-5. Робот пробуджує Зордона, оцифрованого і перенесеного до систем корабля. Той покладає на підлітків обов'язок стати новими захисниками Зео-кристала, який живить все життя на планеті — Могутніми рейнджерами. Зордон показує видіння того, що станеться, якщо не зупинити Ріту. Всі, крім Джейсона, не наважуються стати захисниками світу.
Джейсон переконує решту повернутися до Зордона, але той каже, що рейнджери неготові. Тренуючись між собою та з Альфою-5, школярі впродовж кількох днів навчаються битися. В цей час Енджел-Ґроув прокочується хвиля загадкових убивств — Ріта завдяки смертям поступово набуває людської подоби. Коли тренування завершуються, Альфа-5 показує роботів зордів, яких рейнджери пілотуватимуть. Всі вони мають вигляд панівних видів життя на планеті часів колишніх рейнджерів. Біллі викрадає одного зорда, але не може викликати броню рейнджера, тому втрачає контроль. Зордон вважає цих підлітків негідними стати рейнджерами і вирішує відновити власне тіло. Однак, Альфа-5 повідомляє, що це неможливо, поки рейнджери не зуміють викликати броню. Ріта ж грабує ювелірний магазин, щоб відновити свій золотий посох.
Вночі Ріта приходить до Тріні та показує свою силу. Вона намагається схилити дівчину на свій бік та розкриває, що наступного дня знищить Енджел-Ґроув. Рейнджери вирішують стати на захист міста, хай навіть без броні. Ріта швидко знаходить героїв і намагається вивідати де схований Зео-кристал. Біллі вигадує де це місце, щоб лиходійка відпустила решту, але Ріта вбиває його. Друзі приносять тіло Біллі до Зордона, але той не може допомогти. Рейнджери розуміють, що готові віддати життя одне за одного, як зробив Біллі, і цим оживляють свого друга. Вони всі стають достойними отримати броню.
Ріта прибуває на золоті копальні, де створює чудовисько Ґолдара, яке мусить добути Зео-кристал з-під землі. Рейнджери виходять на бій, та лиходійка посилає проти них складених з каміння воїнів. Перемігши їх, герої сідають в зордів і вирушають навздогін Ріті з Ґолдаром. В місті розгортається бій, Джейсон рятує свого батька, а Кімберлі скидає зорда Біллі на Ґолдара. Однак Ріта відчуває Зео-кристал, Ґолдар відновлюється і бій продовжується з новою силою. Ґолдар скидає зордів до провалля і розплавляє їх. Але в полум'ї роботи під дією Зео-кристала сплавляються в єдиного мегазорда у формі людини — панівного виду сучасності. Пілотуючи його, Могутні рейнджери долають чудовисько. Ріта кидається на мегазорда, але той викидає її ударом в космос.
Рейнджери повертаються до звичайного життя, але тепер долають нерозуміння своїх близьких і стають відповідальними. Зордон дякує героям і оголошує, що вони змогли те, що не зумів він. У мід-сцені титрів учитель в школі повідомляє про прибуття нового учня Томмі Олівера (Зеленого рейнджера оригінального серіалу).

## У ролях
| Актор           | Персонаж         | Роль |
| --------------- | ---------------- | --- |
| Дакр Монтгомері | Джейсон Лі Скотт | Червоний рейнджер, очільник рейджерів. У звичайному житті здібний футболіст, що втратив репутацію через хуліганський жарт. Пілот Тиранозавр-зорда                                         |
| Наомі Скотт     | Кімберлі Гарт    | Рожевий рейнджер, розчарована в собі через те, що підставила знайому. Пілот Птеродактиль-зорда                                                                                            |
| АрДжей Сайлер   | Біллі Кренстон   | Синій рейнджер, темношкірий аутист, котрий має проблеми зі спілкуванням, але надзвичайну пам'ять і щирість. Пілот Трицератопс-зорда                                                       |
| Беккі Джі       | Тріні Кван       | Жовтий рейнджер, котра має напружені стосунки з батьками через їхню вимогливість. Сумнівається у своїй сексуальній орієнтації через невдачі в стосунках із хлопцями. Пілот Шаблезуб-зорда |
| Луді Лін        | Зак Тейлор       | Чорний рейнджер, з вигляду жорсткий і чванливий, але переживає за свою хвору матір. Пілот Мастодонт-зорда                                                                                 |
| Браян Кренстон  | Зордон           | наставник рейнджерів, колишній Червоний рейнджер, оцифрований Альфою-5 і перенесений до комп'ютера                                                                                        |
| Елізабет Бенкс  | Ріта Репульса    | іншопланетянка, колишня Зелений рейнджер, ворог сучасних рейнджерів. Вважала себе аутсайдером в першій команді за прагнення заволодіти могутністю Зео-кристала                            |
| Білл Гейдер     | Альфа-5          | робот-помічник Зордона |

## Створення фільму

### Знімальна група
- Кінорежисер — Дін Ізраелайт
- Сценарист — Джон Гейтінс
- Кінопродюсери — Марті Боувен, Браян Касентіні, Вік Ґодфрі і Хаїм Сабан
- Виконавчі продюсери — Брент О'Коннор і Еллісон Шірмур
- Композитор — Браян Тайлер
- Кінооператор — Метью Дж Ллойд
- Кіномонтаж — Мартін Бернфельд і Доді Дорн
- Підбір акторів — Джон Пепсідера
- Художник-постановник — Ендрю Мензіс
- Артдиректори — Ендрю Лі, Ґвендолін Марґетсон і Марго Реді
- Художник по костюмах — Келлі Джонс[5].

### Виробництво
7 травня 2014 року творцем оригінального серіалу Хаїмом Сабаном та головним виконавчим директором кінокомпанії «Lionsgate» Джоном Фелтеймером було оголошено про створення фільму «Могутні рейнджери». У липні 2014 року стало відомо, що сценарій до фільму писатимуть Ешлі Міллер і Зак Стенц, а виконавчим продюсером буде Роберто Орсі, проте останній покинув проєкт через зайнятість у створенні фільму «Стартрек: За межами Всесвіту». У квітні 2015 року стало відомо про перемовини з Діном Ісраелітом щодо його кандидатури на посаду режисера.
Знімання фільму розпочалося 29 лютого 2016 року.

## Сприйняття

### Оцінки
Від кінокритиків фільм отримав змішано-погані відгуки: Rotten Tomatoes дав оцінку 46 % на основі 94 відгуків від критиків (середня оцінка 5,1/10). Загалом на сайті фільм має погані оцінки, фільму зарахований «гнилий помідор» від фахівців, Metacritic — 44/100 на основі 27 відгуків критиків. Загалом на цьому ресурсі від фахівців фільм отримав змішані відгуки.
Від пересічних глядачів фільм отримав схвальні відгуки: на Rotten Tomatoes 82 % зі середньою оцінкою 4,1/5 (31 258 голосів), фільму зарахований «попкорн», на Metacritic — 7,2/10 на основі 108 голосів, Internet Movie Database — 7,2/10 (7 479 голосів).

### Касові збори
Під час показу в Україні, що розпочався 23 березня 2017 року, протягом першого тижня на фільм було продано 16 708 квитків, фільм показали на 127 екранах і він зібрав 1 385 585 ₴, що на той час дозволило йому зайняти 7 місце серед усіх прем'єр.
Під час показу у США, що розпочався 24 березня 2017 року, протягом першого тижня фільм показали у 3 693 кінотеатрах і він зібрав 40 500 000 $, що на той час дозволило йому зайняти 2 місце серед усіх прем'єр. У червні 2017 року прокат завершився, фільм зібрав у США 85,364 млн доларів США, а у решті світу 54,881 млн, тобто загалом 140,2 млн доларів США при бюджеті 100 млн доларів США. Такі збори вважаються провальними і режисер заявив, що причиною цього є завищений віковий рейтинг PG-13 (не рекомендовано до перегляду особам молодше 13 років). Але також він повідомив, що враховуючи продажі тематичних іграшок і покази сезону «Сталь ніндзя» телесеріалу, цілком вірогідна поява фільму-продовження.

### Виноски
1. 1 2  Power Rangers: Release Info (англ.). Internet Movie Database. Архів оригіналу за 20 січня 2017. Процитовано 21 січня 2017.
2. ↑  Saban's Могутні рейнджери. Kino-teatr.ua. Архів оригіналу за 28 лютого 2017. Процитовано 27 лютого 2017.
3. 1 2 3 4  Power Rangers (2017) (англ.). Box Office Mojo. Архів оригіналу за 26 червня 2017. Процитовано 27 червня 2017.
4. 1 2 3 4  Power Rangers (2017) (англ.). The Numbers. Архів оригіналу за 16 червня 2017. Процитовано 27 червня 2017.
5. ↑  Power Rangers: Full Cast & Crew (англ.). Internet Movie Database. Архів оригіналу за 20 січня 2017. Процитовано 21 січня 2017.
6. ↑  Lionsgate and Saban Brands partner for Power Rangers live action feature film (англ.). CNW Group. 7 травня 2014. Архів оригіналу за 30 вересня 2015. Процитовано 22 січня 2017.
7. ↑  Borys Kit (15 липня 2014). 'Power Rangers' Movie Enlists 'X-Men' Writers (Exclusive) (англ.). The Hollywood Reporter. Архів оригіналу за 18 липня 2014. Процитовано 22 січня 2017.
8. ↑  Mike Fleming Jr (19 вересня 2014). Roberto Orci’s ‘Star Trek 3’ Commitment Knocks Him Out Of ‘Power Rangers’ Pic (англ.). Deadline.com. Архів оригіналу за 21 вересня 2014. Процитовано 22 січня 2017.
9. ↑  Jeff Sneider (10 квітня 2015). Dean Israelite in Negotiations to Direct ‘Power Rangers’ Movie for Lionsgate (Exclusive) (англ.). TheWrap. Архів оригіналу за 17 вересня 2015. Процитовано 22 січня 2017.
10. ↑  SSN Insider Staff (4 березня 2016). On the Set for 3/4/16: It’s Morphin’ Time as Cameras Start Rolling on ‘Power Rangers’ While Kristen Bell & Jada Pinkett Smith Wrap-up ‘Bad Moms’ (англ.). SSN Insider. Архів оригіналу за 6 березня 2016. Процитовано 22 січня 2017.
11. 1 2  Saban's Power Rangers (англ.). Rotten Tomatoes. Архів оригіналу за 26 березня 2017. Процитовано 26 березня 2017.
12. 1 2  Saban's Power Rangers (англ.). Metacritic. Архів оригіналу за 25 березня 2017. Процитовано 26 березня 2017.
13. ↑  Power Rangers (англ.). Internet Movie Database. Архів оригіналу за 16 квітня 2016. Процитовано 26 березня 2017.
14. ↑  Олексій Першко (28 березня 2017). Бокс-Офіс 12 (2017): Уїк-енд дебютантів. Kino-teatr.ua. Архів оригіналу за 30 березня 2017. Процитовано 29 березня 2017.
15. ↑  Power Rangers Director Says Sequel Talks Are Taking Place. Screen Rant (амер.). 26 червня 2017. Архів оригіналу за 27 червня 2017. Процитовано 27 червня 2017.